# Wheaton (Illinois)
Wheaton è un comune degli Stati Uniti d'America, situato nell'Illinois, nella contea di DuPage, di cui è anche il capoluogo.

## Amministrazione

### Gemellaggi
- Karlskoga